# Gennaro Marciano
Gennaro Marciano (Napoli, 23 gennaio 1863 – Morcone, 23 gennaio 1944) è stato un avvocato e politico italiano.
Fu deputato nella XXIV legislatura del Regno (1913-1919) e nella XXV legislatura (1919-1921). Fu senatore del Regno d'Italia a partire dalla XXVI legislatura, nominato nel marzo 1923.